# 洛神花茶

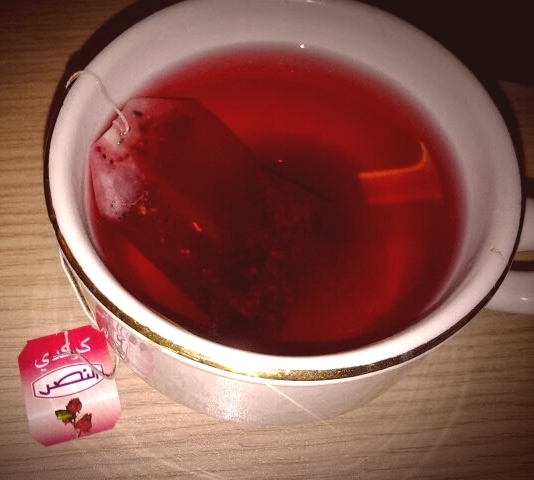
洛神花茶

洛神花茶是一種草本茶，它由洛神花以及花萼制成。熱的洛神花茶和冷的洛神花茶均適合飲用，而且味道酸酸的，酸味有點类似于蔓越橘。
有研究表明洛神花茶似乎能夠降低高血壓患者的血壓，不過高劑量的洛神花茶可能會對肝不好。